# Бойд, Крис (игрок в американский футбол)
Крис Бойд (англ. Kris Boyd, 12 сентября 1996, Гилмер, Техас) — профессиональный американский футболист, выступающий на позиции корнербека в клубе НФЛ «Миннесота Вайкингс».

## Биография
Крис Бойд родился 12 сентября 1996 года в Гилмере. Младший из двух сыновей в семье. Также он приходится родственником игрокам НФЛ Кертису Брауну и Бобби Тейлору. В составе школьной команды Бойд играл на позициях корнербека и раннинбека. После выпуска он был приглашён на Матч всех звёзд школьного футбола. По оценкам изданий, занимающихся изучением молодых игроков, он входил в число двадцати лучших корнербеков страны. В 2015 году Боду поступил в Техасский университет.

### Любительская карьера
В составе «Техас Лонгхорнс» Бойд дебютировал в сезоне 2015 года, сыграл в двенадцати играх. С 2016 года он стал одним из стартовых корнербеков команды. Перед началом третьего года студенческой карьеры он был включён в сборную звёзд конференции Big-12 по версии издательства Athlon Sports. В чемпионате 2017 года Бойд провёл тринадцать матчей, в которых сбил пятнадцать передач — лучший результат команды с 2011 года.
В сезоне 2018 года он провёл четырнадцать матчей. По итогам регулярного чемпионата Бойд вошёл в сборную звёзд конференции, претендовал на награду Джим Торп Эворд лучшему игроку секондари студенческого футбола. Также принял участие в Матче всех звёзд выпускников колледжей.

#### Статистика выступлений в NCAA
| Сезон | Команда         | Игры | Захваты | Захваты | Захваты | Захваты | Захваты | Перехваты | Перехваты | Перехваты | Перехваты | Перехваты | Фамблы | Фамблы | Фамблы | Фамблы |
| Сезон | Команда         | Игры | Solo    | Ast     | Tot     | Loss    | Sk      | Int       | Yds       | Y/R       | TD        | PD        | FR     | Yds    | TD     | FF     |
| ----- | --------------- | ---- | ------- | ------- | ------- | ------- | ------- | --------- | --------- | --------- | --------- | --------- | ------ | ------ | ------ | ------ |
| 2015  | Техас Лонгхорнс | 12   | 9       | 7       | 16      | 0,0     | 0,0     | 0         | 0         | 0,0       | 0         | 0         | 0      | 0      | 0      | 1      |
| 2016  | Техас Лонгхорнс | 12   | 42      | 6       | 48      | 1,5     | 0,0     | 1         | 0         | 0,0       | 0         | 5         | 2      | 0      | 0      | 2      |
| 2017  | Техас Лонгхорнс | 13   | 37      | 17      | 54      | 0,5     | 0,0     | 2         | 70        | 35,0      | 0         | 15        | 0      | 0      | 0      | 0      |
| 2018  | Техас Лонгхорнс | 14   | 39      | 15      | 54      | 4,5     | 1,0     | 0         | 0         | 0,0       | 0         | 15        | 0      | 0      | 0      | 0      |
| Всего | Всего           | 51   | 127     | 45      | 172     | 6,5     | 1,0     | 3         | 0         | 23,3      | 0         | 35        | 2      | 0      | 0      | 3      |

### Профессиональная карьера
Перед драфтом НФЛ 2019 года обозреватель сайта Bleacher Report Мэтт Миллер характеризовал Бойда как крупного и физически мощного игрока, который может испытывать проблемы при игре в персональном прикрытии. Кроме физических данных, к достоинствам Бойда он относил скорость и реакцию, способность максимально усложнять работу принимающего даже если нет возможности перехватить мяч, хорошую технику захвата, которая делает его компетентным при игре против выносного нападения. В качестве недостатков игрока Миллер указывал недостаток подвижности при резкой смене направления движения, небольшое число сделанных за время студенческой карьеры перехватов, привычку активно работать руками, что потенциально может приводить к нарушениям правил.
Бойд был выбран «Миннесотой» в седьмом раунде драфта под общим 217 номером. Во время предсезонной подготовки он играл неудачно, допускал ошибки в прикрытии и при захватах. Решение тренеров оставить его в основном составе команды выглядело неоднозначным. С началом регулярного чемпионата Бойд начал выходить на поле в составе специальных команд, а после травм ряда игроков основного состава главный тренер «Вайкингс» Майк Зиммер начал выпускать его на месте корнербека. Сезон он завершил с 22 захватами и одним сбитым пасом.

#### Статистика выступлений в НФЛ

##### Регулярный чемпионат
| Сезон | Команда            | Игры | Захваты | Захваты | Захваты | Захваты | Захваты | Перехваты | Перехваты | Перехваты | Перехваты | Перехваты | Фамблы | Фамблы | Фамблы | Фамблы |
| Сезон | Команда            | Игры | Solo    | Ast     | Tot     | Loss    | Sk      | Int       | Yds       | Y/R       | TD        | PD        | FR     | Yds    | TD     | FF     |
| ----- | ------------------ | ---- | ------- | ------- | ------- | ------- | ------- | --------- | --------- | --------- | --------- | --------- | ------ | ------ | ------ | ------ |
| 2019  | Миннесота Вайкингс | 16   | 20      | 2       | 22      | 2,0     | 0,0     | 0         | 0         | 0,0       | 1         | 1         | 0      | 0      | 0      | 0      |
| Всего | Всего              | 16   | 20      | 2       | 22      | 2,0     | 0,0     | 0         | 0         | 0,0       | 0         | 1         | 1      | 0      | 0      | 0      |

##### Плей-офф
| Сезон | Команда            | Игры | Захваты | Захваты | Захваты | Захваты | Захваты | Перехваты | Перехваты | Перехваты | Перехваты | Перехваты | Фамблы | Фамблы | Фамблы | Фамблы |
| Сезон | Команда            | Игры | Solo    | Ast     | Tot     | Loss    | Sk      | Int       | Yds       | Y/R       | TD        | PD        | FR     | Yds    | TD     | FF     |
| ----- | ------------------ | ---- | ------- | ------- | ------- | ------- | ------- | --------- | --------- | --------- | --------- | --------- | ------ | ------ | ------ | ------ |
| 2019  | Миннесота Вайкингс | 2    | 0       | 0       | 0       | 0,0     | 0,0     | 0         | 0         | 0,0       | 0         | 0         | 0      | 0      | 0      | 0      |
| Всего | Всего              | 2    | 0       | 0       | 0       | 0,0     | 0,0     | 0         | 0         | 0,0       | 0         | 0         | 0      | 0      | 0      | 0      |